# Because Her Beauty Is Raw and Wild
Because Her Beauty Is Raw and Wild je studiové album amerického hudebníka Jonathana Richmana. Vydáno bylo 8. dubna roku 2008 společností Vapor Records. Autory fotografií na obalu alba jsou Miles Montalbano a Rory Earnshaw. Album obsahuje celkem čtrnáct písní, přičemž autorem naprosté většiny je sám Richman. Výjimkou je coververze písně „Here It Is“ od Leonarda Cohena.

## Seznam skladeb
| Pořadí | Název                                         | Délka |
| ------ | --------------------------------------------- | ----- |
| 1.     | Because Her Beauty Is Raw and Wild            | 2:32  |
| 2.     | No One Was Like Vermeer                       | 3:02  |
| 3.     | Time Has Been Going by So Fast                | 2:46  |
| 4.     | Es Como El Pan                                | 3:04  |
| 5.     | Our Drab Ways                                 | 3:23  |
| 6.     | The Lovers Are Here and They're Full of Sweat | 3:02  |
| 7.     | Le Printemps Des Amoureux Est Venu            | 2:35  |
| 8.     | When We Refuse to Suffer                      | 2:17  |
| 9.     | This Romance Will Be Different for Me         | 3:23  |
| 10.    | Old World                                     | 3:22  |
| 11.    | Our Party Will Be on the Beach Tonight        | 4:06  |
| 12.    | When We Refuse to Suffer                      | 4:00  |
| 13.    | Here It Is                                    | 4:30  |
| 14.    | As My Mother Lay Lying                        | 3:05  |

## Obsazení
- Jonathan Richman – zpěv, kytara, perkuse
- Tommy Larkins – bicí, perkuse
- Suzanne Pieskar – klavír
- Greg Keranen – basa
- Miles Montalbano – basa, doprovodné vokály
- Roger Montalbano – doprovodné vokály